# San Pablo (Cajamarca)
San Pablo, fundada como San Pablo de Chalaques en 1532, es una ciudad peruana, capital del distrito y la provincia homónimos en el departamento de Cajamarca en el Norte del Perú. 
La ciudad fue declarada monumento histórico del Perú el 26 de junio de 1987 mediante el R.M.N° 303-87-ED.

## Historia
Kuntur Wasi, "La casa del cóndor", es una de las culturas más antiguas que se desarrolló en la sierra norte del Perú; sus orígenes remontan a más de 1000 a. C.. El historiador Alberto Tauro, en su "Enciclopedia ilustrada del Perú", señala que el conquistador Don Francisco Pizarro, maravillado por las ruinas, procedió a la fundación española,llamándola San Pablo de Chalaques, en 1532, durante su travesía al encuentro del Inca Atahualpa, en Cajamarca. 
San Pablo: cuyos habitantes más remotos eran llamados Chalaques, por cuya razón a San Pablo se le ha denominado antiguamente San Pablo de Chalaques. Parece que los chalaques, en inicios de la colonia, obedeciendo a los conquistadores ( la evangelización de sus población fue confiada a los franciscanos), se asentaron primeramente en Iglesia Pampa, luego en el Balcón y finalmente en San Pablo, cuenta con restos arqueológicos, provenientes o de los Prechavínes que fueron sus primeros habitantes o de los Incas.
De la época republicana se recuerda la efemérides lograda el 13 de julio de 1882 por el disminuido ejército peruano ante las tropas invasoras de Chile, durante la infausta y cruenta guerra del Pacífico iniciada en 1879, batalla librada en los alrededores de la localidad de San Pablo y faldas del cerro El Montón, en la que pelearon y dieron su vida muchos jóvenes y adultos sampablinos y cajamarquinos, así como humildes voluntarios de Chota, Bambamarca, Hualgayoc y San Miguel. Actualmente en la pampa de San Pablo y junto al panteón, se alza un monumento en homenaje a la batalla y a los héroes caídos en ese histórico hecho.
En los alrededores de San Pablo se levantan mudas y atónitas, las faldas del cerro EL Montón”, en donde presos de tremenda decifobia, se libró a partir de las cuatro y media de la madrugada del 13 de julio, parte de la heroica batalla de su nombre entre las diminutas fuerzas peruanas encabezadas por el coronel Iglesias.
Apenas se contaba con un cañoncito de factura antigua “El Malcriado” y con el apoyo de las modestas fuerzas peruanas de las Columnas Voluntario de Cajamarca, integrada por patriotas de Cajamarca, Chota, Bambamarca, Hualgayoc, Llapa, y San Miguel; las fuerzas chilenas tuvieron que enfrentarse a la doble columna de peruanos que bajaban de Cajabamba y las que venían de Trujillo, librándose batalla que a la postre fue victoria para el Perú.
En las afueras de la ciudad se levanta una columna de piedra que es verdadero santuario patriótico, pese a su modestia guarda algunos restos de unos cuantos que ofrendaron su vida en esta gloriosa acción de armas, considerada como la más importante habida en el departamento de Cajamarca, como lo reconoce la Ley del 20 de noviembre de 1901, promulgada por López de Romaña y su ministro del ramo, Meliton Carbajal, sobreviviente del “Huascar” en una guerra internacional
Los restos inmortales fueron llevados al cementerio “Presbítero Maestro” de Lima en 1908, a cuyo osario fueron llevados los restos de Gregorio Pita Vallejo, José Manuel Quiroz y Enrique Villanueva, los tres “Juramentados”, alumnos del colegio Nacional San Ramón, juramento que se halla grabado en lienzo de Mario Arteaga Rocha y que exhorta uno de los muros de dicho Plantel. También fueron llevados los restos de Néstor Batanero (1868-1882); estudió en el Colegio de La Recoleta y niño aún se escapó para intervenir en las batallas de San Juan y Miraflores, de donde resultó gravemente herido, y en cuya acción de armas, según Bazo, lució el grado de subteniente de ejército, formando parte del Batallón “Cajamarca N° 3” En el morro solar herido como estaba, rodó por aguda pendiente pero escapó de muerte segura, enrolándose en las filas que iban a actuar en San Pablo, ya como teniente, muriendo a lado de un cañón peruano, en pie.
Batanero, adolescente que luchó en las acciones de San Juan, Miraflores y el Morro Solar, peleó a lado del bicolor nacional y envuelto en la enseña patriótica, recibe la muerte como una bendición de Dios. Muere en pie como lo pidiera a viva voz César Vallejo y como lo dispuso testamentariamente Chocan
En la batalla de San Pablo, las fuerzas cajamarquinas tuvieron como Capellán al Presbítero Narciso Batanero, hermano de Néstor, el patriota obsedido
Los sagrados restos de aquella victoria reposan no solo en una modesta Ermita sino en el campo mismo.

## Clima
| Parámetros climáticos promedio de San Pablo | Parámetros climáticos promedio de San Pablo | Parámetros climáticos promedio de San Pablo | Parámetros climáticos promedio de San Pablo | Parámetros climáticos promedio de San Pablo | Parámetros climáticos promedio de San Pablo | Parámetros climáticos promedio de San Pablo | Parámetros climáticos promedio de San Pablo | Parámetros climáticos promedio de San Pablo | Parámetros climáticos promedio de San Pablo | Parámetros climáticos promedio de San Pablo | Parámetros climáticos promedio de San Pablo | Parámetros climáticos promedio de San Pablo | Parámetros climáticos promedio de San Pablo |
| Mes                                         | Ene.                                        | Feb.                                        | Mar.                                        | Abr.                                        | May.                                        | Jun.                                        | Jul.                                        | Ago.                                        | Sep.                                        | Oct.                                        | Nov.                                        | Dic.                                        | Anual                                       |
| ------------------------------------------- | ------------------------------------------- | ------------------------------------------- | ------------------------------------------- | ------------------------------------------- | ------------------------------------------- | ------------------------------------------- | ------------------------------------------- | ------------------------------------------- | ------------------------------------------- | ------------------------------------------- | ------------------------------------------- | ------------------------------------------- | ------------------------------------------- |
| Temp. máx. media (°C)                       | 22.7                                        | 22.1                                        | 22                                          | 21.7                                        | 22.2                                        | 22.2                                        | 21.9                                        | 21.8                                        | 21.8                                        | 22                                          | 22.3                                        | 22.5                                        | 22.1                                        |
| Temp. media (°C)                            | 16.1                                        | 15.6                                        | 15.4                                        | 15.1                                        | 14.4                                        | 13.6                                        | 13.5                                        | 13.7                                        | 14.2                                        | 14.9                                        | 14.8                                        | 15                                          | 14.7                                        |
| Temp. mín. media (°C)                       | 9.5                                         | 9.1                                         | 8.9                                         | 8.6                                         | 6.6                                         | 5                                           | 5.1                                         | 5.6                                         | 6.6                                         | 7.9                                         | 7.4                                         | 7.6                                         | 7.3                                         |
| Fuente: climate-data.org                    |                                             |                                             |                                             |                                             |                                             |                                             |                                             |                                             |                                             |                                             |                                             |                                             |                                             |

## Batalla de San Pablo
En una inhóspita llanura al pie del cerro "El Montón", el 13 de julio de 1882, los pobladores sanpablinos y patriotas de otras provincias cajamarquinas, se inmolaron defendiendo a la Patria en la batalla de San Pablo, librada durante la infausta Guerra del Pacífico. A pesar de la inferioridad numérica de los sanpablinos,(417 contra 600) esta fue la única batalla ganada en el norte peruano por el Ejército Patriota, conformado por alumnos del Colegio "San Ramón", el "Escuadrón Vengadores de Cajamarca", el "Batallón Trujillo N° 1", pobladores sampablinos (destacando el niño héroe Néstor Batanero) y una columna de artillería dirigidos todos por el entonces Coronel Miguel Iglesias. Como testimonio de este acto de grandeza heroica y en homenaje a los caídos, se construyó un obelisco donde el 13 de julio de cada año los sanpablinos recuerdan la gesta con ceremonias cívico patriotas.
Durante la Guerra del Pacífico, el 13 de julio de 1882 se libró la batalla de San Pablo en las inmediaciones de la ciudad. En ella, las tropas peruanas al mando de Miguel IGLESIAS  lograron vencer a las tropas chilenas que ocupaban la zona.

## Arqueología
En el distrito se encuentra el yacimiento arqueológico de Kuntur Wasi, en quechua "Casa del Cóndor", un centro ceremonial preinca que comenzó a construirse alrededor del año 1100 a. C. Las piezas de oro encontradas allí se consideran una de las muestras de orfebrería más antiguas de América.

## Lugares de interés
- Monumento en conmemoración a la batalla de San Pablo